# 10ナンバーズ・からっと
『10ナンバーズ・からっと』（テン・ナンバーズ・からっと）は、サザンオールスターズの2作目のオリジナル・アルバム。1979年4月5日にレコードで発売。発売元はInvitation。
1984年6月21日、1998年4月22日、2008年12月3日にCDで再発売されている。1989年6月25日にはCDとカセットテープで再発売された。また、2014年12月17日からはダウンロード配信、2019年12月20日からはストリーミング配信が開始されている。

## 背景・制作
制作していた時期は、100本近くのライブやテレビの音楽番組への出演など多忙な日々が続いたことから、レコーディングをしながら歌詞を決めるというスタイルが間に合わなく、本作の歌詞カードには歌詞が正しく載っていない「☆◎♂」などの記号で埋められている作品が3曲ある。1998年の再発盤でその3曲以外は極力直しているが、記号のものは原版をそのまま写し、 公式サイトでも未だに正しい歌詞は公表されていない。一方でこの記号に対しては「過激な言葉が含まれるため、掲載不可だった」ためこのような形になったという噂も流れた。
デビューして間もなかった為レコーディングに慣れていない状態で且つ多忙な中制作されたこともあり、かつて桑田はこのアルバムに対して否定的な見解を述べ、記号に対し様々な見方がなされた事に対しても「ボクらにしたら面白くも何ともない」という旨を述べた。
歌詞カードで記号にされた「奥歯を食いしばれ」「アブダ・カ・ダブラ (TYPE 2)」「ブルースへようこそ」の正確な歌詞は1984年の桑田の著書『ただの歌詩じゃねえかこんなもん』に掲載された。

## リリース
初期の楽曲はバーニングが権利を持っており、本作もプロデュースはバーニングプロダクションによるものである。
1998年の再発盤の初回限定盤は、オリジナルLP復刻ジャケット（紙ジャケット）仕様で、シャララカンパニーの佐藤輝夫によるライナーノーツが封入されている。

### 再発売
- 1984年6月21日（CD）VDR-29
- 1989年6月25日（CD）VDR-7002・（カセットテープ）VCF-5002
- 1998年4月22日（CD）VICL-60212 音量改善
- 2008年12月3日（CD）VICL-63302 リマスタリング
- 2024年11月27日（ダウンロード・ストリーミング）リマスタリング

## 受賞歴
| 年     | 音楽賞                 | 結果               | 出典   |
| ------ | ---------------------- | ------------------ | ------ |
| 1979年 | 第21回日本レコード大賞 | ベスト・アルバム賞 | [ 10 ] |

## 収録曲
全作詞・作曲：桑田佳祐。初回限定盤（再発盤）・通常盤共通収録。既発曲の解説は各収録作品を参照のこと。
| #         | タイトル                        | 作詞      | 作曲・編曲 | 編曲                                      | 時間 |
| --------- | ------------------------------- | --------- | ---------- | ----------------------------------------- | ---- |
| 1.        | 「お願いD.J.」                  |           |            | サザンオールスターズ 新田一郎（弦管編曲） | 4:04 |
| 2.        | 「奥歯を食いしばれ」            |           |            | サザンオールスターズ                      | 4:23 |
| 3.        | 「ラチエン通りのシスター」      |           |            | サザンオールスターズ                      | 4:07 |
| 4.        | 「思い過ごしも恋のうち」        |           |            | サザンオールスターズ 新田一郎（管編曲）   | 4:37 |
| 5.        | 「アブダ・カ・ダブラ (TYPE 1)」 |           |            | サザンオールスターズ                      | 2:50 |
| 合計時間: | 合計時間:                       | 合計時間: | 20:01      |                                           |      |

| #         | タイトル                        | 作詞      | 作曲・編曲 | 編曲                                        | 時間 |
| --------- | ------------------------------- | --------- | ---------- | ------------------------------------------- | ---- |
| 1.        | 「アブダ・カ・ダブラ (TYPE 2)」 |           |            | サザンオールスターズ                        | 1:50 |
| 2.        | 「気分しだいで責めないで」      |           |            | サザンオールスターズ 新田一郎（管編曲）     | 3:33 |
| 3.        | 「Let It Boogie」               |           |            | サザンオールスターズ 兼崎ドンペイ（管編曲） | 4:04 |
| 4.        | 「ブルースへようこそ」          |           |            | サザンオールスターズ                        | 3:59 |
| 5.        | 「いとしのエリー」              |           |            | サザンオールスターズ 新田一郎（弦編曲）     | 4:24 |
| 合計時間: | 合計時間:                       | 合計時間: | 17:50      |                                             |      |

曲名後部に「※」表示がされているものは、ライナーが記号表記されているもの。
1. お願いD.J.
  - 間奏中には小林克也のウルフマン・ジャック調DJの語りが収録されており[1]、その声の主は桑田である[2][11]。
2. 奥歯を食いしばれ ※
  - ドラムとパーカッションが前面に打ち出されたブルースである。途中で曲調がレゲエに変わる[1]。
3. ラチエン通りのシスター
  - 楽曲のタイトルは神奈川県茅ヶ崎市にある「ラチエン通り」からつけられた。桑田がかつて交際していた小中学生時代の同級生をモデルに書かれた曲であり、桑田が言うには相手と盛り上がって、その人物と結婚しようとして書いたという[12]。その人物は2004年に読売新聞の取材に応じ、「佳祐君とは、照れ臭くて面と向かうと素直におしゃべりもできなかった。でもすてきな思い出です」とコメントしている[13]。
  - 2004年に発売した「愛と欲望の日々/LONELY WOMAN」にはカップリング曲としてディファ有明で行われたファンクラブ限定の『海の日ライブ』で演奏された音源が収録されている。
  - 山下久美子がアルバム『Duets』にて、浜崎貴司とのデュエットでカバーしている[14]。
4. 思い過ごしも恋のうち
  - 4枚目シングルとしてシングルカットされた。
  - シングルバージョンは本アルバム収録バージョンとコーラスやホーンセクションアレンジが違い、この後のコンピレーション版などにはこのアルバムバージョンで収録されている。
5. アブダ・カ・ダブラ (TYPE 1)
  - 本曲と次曲の別歌詞バージョンはメンバー全員が出演した「日清焼そばU.F.O.」のCMソングになった。
  - 本曲のラストには飛行機の飛行音が収録されており、この音がTYPE 2に繋がるようになっている。
  - 尚、飛行機の飛行音と共に微かに音楽が聞こえるが、「青い空の心(No me? More no!)」である。
6. アブダ・カ・ダブラ (TYPE 2) ※
  - ちなみにTYPE 3は「いとしのエリー」のカップリングとして収録されているためTYPE 3が一番先に世に出ている。
7. 気分しだいで責めないで
  - 2枚目シングル。
  - イントロをはじめアレンジは違ったものになっており、別テイクによる新録になっている。この後のコンピレーション版などは全て本作でのアルバムバージョンが収録されている。
8. Let It Boogie
  - ライオン歯磨（現:ライオン）「ザクトライオン」CMソング。
  - 使用されたAメロはCMのバージョンとは完全に別テイクであり、歌詞もタバコやヤニを想起させるものからイメージを残しつつ変更されている[15]。
9. ブルースへようこそ ※
  - 4枚目シングル「思い過ごしも恋のうち」のカップリング曲としてシングルカット。
10. いとしのエリー
  - 3枚目シングル。

## 参加ミュージシャン
- 桑田佳祐 - ボーカル、ギター、コーラス(#1～10)
- 大森隆志 - リードギター、コーラス(#1～10)
- 原由子 - キーボード、コーラス(#1～10)
- 関口和之 - ベース、コーラス(#1～10)
- 松田弘 - ドラムス、コーラス(#1～10)
- 野沢秀行 - パーカッション、コーラス(#1～10)

- Horn Spectrum - ホーンセクション
  - 兼崎ドンペイ - トランペット、フリューゲルホルン
  - 新田イチロー - トランペット、フリューゲルホルン、トロンボーン
  - 吉田トシユキ - トロンボーン

- 清水靖晃 - テノールサクソフォーン
- Joe Strings - ストリングス

### Special Guests
- ラチエン通りのシスター
  - 妹尾隆一郎 - ハーモニカ
- アブダ・カ・ダブラ (TYPE 1)
  - 薗田憲一&ディキシー・キングス - ホーン
- アブダ・カ・ダブラ (TYPE 2)
  - 薗田憲一&ディキシー・キングス - ホーン

## ライブ映像作品
| 曲名                        | 作品名                                                                                                  | 備考 |
| --------------------------- | --- | --- |
| お願いD.J.                  | 平和の琉歌 〜Stadium Tour 1996 "ザ・ガールズ万座ビーチ" in 沖縄〜                                       | DVD版のエクストラメニュー「Stadium Tour 1996 "ザ・ガールズ万座ビーチ"」に一部のみ収録。                                                           |
| お願いD.J.                  | SUMMER LIVE 2003「流石だスペシャルボックス」胸いっぱいの “LIVE in 沖縄” & 愛と情熱の “真夏ツアー完全版” | |
| お願いD.J.                  | 真夏の大感謝祭 LIVE                                                                                     | |
| 奥歯を食いしばれ            | 真夏の大感謝祭 LIVE                                                                                     | 収録アルバムのブックレットに歌詞の記載がされていない作品だが、DVD/Blu-rayのインタラクティブ機能における字幕表示では、本曲の歌詞も表示されている。 |
| ラチエン通りのシスター      | 真夏の大感謝祭 LIVE                                                                                     | |
| ラチエン通りのシスター      | 桑田佳祐の音楽寅さん 〜MUSIC TIGER〜 あいなめBOX                                                        | 桑田佳祐ソロ名義の作品。DISC3「♯13 海の日記念スペシャルサマーライブ」に収録。                                                                     |
| ラチエン通りのシスター      | SUPER SUMMER LIVE 2013 「灼熱のマンピー!! G★スポット解禁!!」 胸熱完全版                                 | |
| 思い過ごしも恋のうち        | →「 思い過ごしも恋のうち § ライブ映像作品 」を参照                                                      | |
| アブダ・カ・ダブラ (TYPE 1) | 未収録                                                                                                  | |
| アブダ・カ・ダブラ (TYPE 2) | 未収録                                                                                                  | |
| 気分しだいで責めないで      | →「 気分しだいで責めないで § ライブ映像作品 」を参照                                                    | |
| Let It Boogie               | 未収録                                                                                                  | |
| ブルースへようこそ          | →「 思い過ごしも恋のうち § ライブ映像作品 」を参照                                                      | |
| いとしのエリー              | →「 いとしのエリー § ライブ映像作品 」を参照                                                            | |